# 山浦真一
山浦 真一（やまうら しんいち）は、日本の機械工学者。大阪工業大学工学部機械工学科教授。博士（工学）（東北大学）。鉄工技能士（特級）。日本機械学会元論文校閲委員。日本材料科学会評議員。技能五輪全国大会（第55-61回）構造物鉄工職種競技委員。次世代金属・複合材料研究開発協会(RIMCOF)水素分離膜小委員会元委員。International Journal of Hydrogen Production and Applications (IJHPA) Scientific and Editorial Commitee 2008.
専門は精密工学・構造工学、金属工学・物性工学・物理化学、環境エネルギー材料工学・環境材料・機械環境工学（特に、水素エネルギー・燃料電池）。

## 略歴
東北大学工学部精密工学科卒業。同大学大学院工学研究科精密工学専攻修士課程修了。1999年同大学院工学研究科精密工学専攻博士課程修了、博士（工学）（東北大学）。東北大学金属材料研究所助手などを経て、2008年同大学准教授。2016年職業能力開発総合大学校准教授。2021年より大阪工業大学工学部機械工学科教授。
主な所属学会は、日本機械学会、日本物理学会、日本化学会、日本材料科学会、日本金属学会、日本鉄鋼学会、日本MRSなど。主な受賞は、第2回日本金属学会優秀ポスター賞、日本化学会講演奨励賞など。

## 主な著書
- ナノマテリアル技術体系 第2巻 ナノ金属編, 基礎編（分担執筆、フジ・テクノシステム 2006、学術書）
- 新機能材料金属ガラスの基礎と産業への応用（分担執筆、テクノシステム 2009、学術書）
- エネルギーハーベスティングの設計と応用展開（分担執筆、シーエムシー出版2015、学術書）
- アクチュエータの新材料、駆動制御、最新応用技術（分担執筆、技術情報協会2017、学術書）

## 主な研究
- 最適微細組織設計による鉄コバルト合金の磁歪特性向上と積層振動アクチュエータの創製
- Fe-Co-Ni基を中心とした各種ハイエントロピー合金の創製とその水素透過性
- 鉄系磁歪合金の特性向上とそれを用いたエネルギーハーベスト環境発電の研究[4]
- ヘルムホルツ共振器を用いた音響発電機の製作とその発電特性
- 強磁性FeCoV合金の逆磁歪効果を利用した振動発電性能の基礎的研究
- 超音波疲労試験機を用いたZr基金属ガラスの超高サイクル疲労特性

機械工学の対外啓蒙活動として、大阪府工業協会オンデマンドセミナー「切削加工スクール」2022-2024や東北大学リカレント教育講座(2009-2011)で講師を務めている。